# 汉寿站
汉寿站，原名汉寿南站，位于中华人民共和国湖南省常德市汉寿县株木山街道鸭东村，是常益长高速铁路上的一个高铁站。2022年4月1日，既有石长铁路汉寿站更名为汉寿南站，常益长高铁汉寿南站更名为汉寿站。2022年12月26日，汉寿站正式投入使用。